# 山中直明
山中 直明（やまなか なおあき、1958年 - ）は、日本の計算機科学者。宮城県出身。慶應義塾大学理工学部情報工学科教授。Photonic Internet Lab.代表。工学博士。

## 経歴
- 1977年 神奈川県立横浜翠嵐高等学校卒業
- 1981年 慶應義塾大学工学部計測工学科卒業[1]
- 1983年 慶應義塾大学大学院工学研究科計測工学専攻修士課程修了[1]
- 同年 日本電信電話公社入社、武蔵野通研にて研究開発を行う[1]
- 1991年 慶應義塾大学より工学博士の学位を取得、学位論文の題は「超高速スイッチングシステム構成技術の研究」[1]。
- 1994年 NTTネットワークサービスシステム研究所特別研究員
- 2004年 慶應義塾大学理工学部情報工学科教授[1]
- 2010年 電子情報通信学会東京支部長[2]
- 2016年　慶應義塾先端科学技術研究センター[3]所長
- 2020年　電子情報通信学会[4]副会長

## 受賞等
- 1990年 IEEE ECTC Conference Best Paper Award
- 1994年 IEEE ECTC Conference Best Paper Award
- 1994年 IEEE Transactions on CPMT Best Paper Award
- 1998年 IEEE ECTC Conference Best Paper Award
- 2000年 IEEE Fellow
- 2009年 IEICE Fellow
- 2015年 電子情報通信学会(IEICE)業績賞, “超高速パケットネットワーク技術の先駆的研究”
- 2015年 Globecom2015, Best Paper Award（最優秀論文賞）, “An Analytical Model of Spectrum Fragmentation in a Two Service Elastic Optical Link”
- 2018年 電子情報通信学会(IEICE)功績賞

## 委員等
- 電子情報通信学会編集理事
- 電子情報通信学会フォトニックネットワーク研究専門委員会委員長
- 電子情報通信学会東京支部支部長
- IEEEコミュニケーションソサイエティボードメンバー
- けいはんな情報通信オープンラボ相互接続性検証ワーキンググループ主査

## 著書
- 『通信ネットワーク技術の基礎と応用 - 物理ネットワークからアプリケーションまでのICTの基本を学ぶ -』（共著）コロナ社
- 『インターネットバックボーンネットワーク - MPLS, GMPLS, フォトニックネットワークとSDNを理解する - 』電気通信協会
- 『スマートネットワークの未来 - EVNOが作る新しいエネルギービジネス』慶應義塾出版会
- 『MPLSとフォトニックGMPLS』電気通信協会
- 『情報学基礎』共立出版
- 『やさしいATM』電気通信協会
- 『Backbone Network Technologies ― ATM， IP and Photonic』Dekker
- 『Communication System Interconnection Structure, Optoelectronic Packaging』John Wiley & Sons, Inc